# Takao Kawaguchi
Takao Kawaguchi (川口 孝夫?, Kawaguchi Takao; Hiroshima, 13 aprile 1950) è un ex judoka giapponese.

## Palmarès
Olimpiadi
- 1 medaglia:
  - 1 oro (63 kg a Monaco di Baviera 1972)

Mondiali
- 2 medaglie:
  - 1 oro (63 kg a Ludwigshafen 1971)
  - 1 argento (63 kg a Losanna 1973)

Campionati asiatici
- 1 medaglia:
  - 1 oro (63 kg a Kaosiung 1970)